# Dylan Thomas Centre
El Centro Dylan Thomas es un centro de artes ubicado en el Barrio Marítimo de Swansea, Gales catalogado de Grado II. 

## Historia
Se encargó para reemplazar un ayuntamiento anterior que se había ubicado cerca del castillo de Swansea y databa de finales del siglo XVI. El nuevo edificio, que fue diseñado por John Collingwood en estilo neoclásico y construido por Thomas Bowen, se completó en 1829.  Fue remodelado según los planos de Thomas Taylor en 1852, utilizando un diseño que se inspiró en el Templo de Júpiter Estator en Roma. El diseño externo involucró nueve bahías a cada lado con ventanas de arco de medio punto en la planta baja y altas ventanas de arco de medio punto flanqueadas por columnas de orden corintio en el primer piso.
Se convirtió para su uso como centro de empleo juvenil después de que los líderes cívicos se mudaran al nuevo Swansea Guildhall en 1934. Durante la Segunda Guerra Mundial fue requisado por el ejército para utilizarlo como centro de reclutamiento. Después de volver a utilizarse como centro de empleo juvenil, se convirtió en una facultad de educación superior en 1960 y luego se convirtió en un anexo de la escuela Dynevor en 1970 antes de cerrar en 1982.
El edificio fue reabierto oficialmente por el expresidente estadounidense Jimmy Carter y el último líder del Ayuntamiento de Swansea, Trevor Burtonshaw, como el Centro Dylan Thomas en 1995. En 2012, el ayuntamiento de Swansea arrendó gran parte del Centro a la Universidad de Gales con el fin de utilizarlo como centro de negocios para industrias creativas.
En octubre de 2014, el Centro inauguró la exposición permanente "Love the Words" que explora la vida y el trabajo de Dylan a través de una variedad de medios e incluye cartas, libros, hojas de trabajo y fotografías. Fue posible gracias al apoyo de casi £1 millón del Heritage Lottery Fund.
El Dylan Thomas Center alberga un programa de eventos literarios durante todo el año, que incluye presentaciones de libros, obras de teatro, veladas de poesía, exhibiciones temporales y charlas científicas. También alberga el Festival anual de Dylan Thomas que se celebra entre las fechas de nacimiento y muerte de Dylan, del 27 de octubre al 9 de noviembre.